# ماسا لومباردا
ماسا لومباردا (به ایتالیایی: Massa Lombarda) یک کومونه در ایتالیا است که در استان راونا واقع شده‌است.

## خصوصیات
ماسا لومباردا ۳۷٫۲ کیلومترمربع مساحت و ۱۰٬۱۵۶ نفر جمعیت دارد و ۱۳ متر بالاتر از سطح دریا واقع شده‌است.

## خواهرخوانده
شهر مارمیرولو خواهرخواندهٔ ماسا لومباردا هست.